# Edificio Bankinter
El edificio de Bankinter, obra de los arquitectos Rafael Moneo y Ramón Bescós y realizado entre los años 1973 y 1977, se levanta en un solar en cuyo frente está situado el palacete del Marqués de Santa Cruz de Mudela.
El nuevo edificio, cuya afilada esquina asemeja a la proa de un barco, está realizado en ladrillo rojo prensado en homenaje al material empleado en el palacete contiguo. Su forma viene determinada por la servidumbre de medianería que impuso el edificio colindante de ahí su disposición en oblicuo para no bloquear las vistas.
Incluye intervenciones de artistas como el fresco de Pablo Palazuelo en el techo del vestíbulo o los bajorrelieves de Francisco López Hernández en las plantas altas.